# ニュートン駅

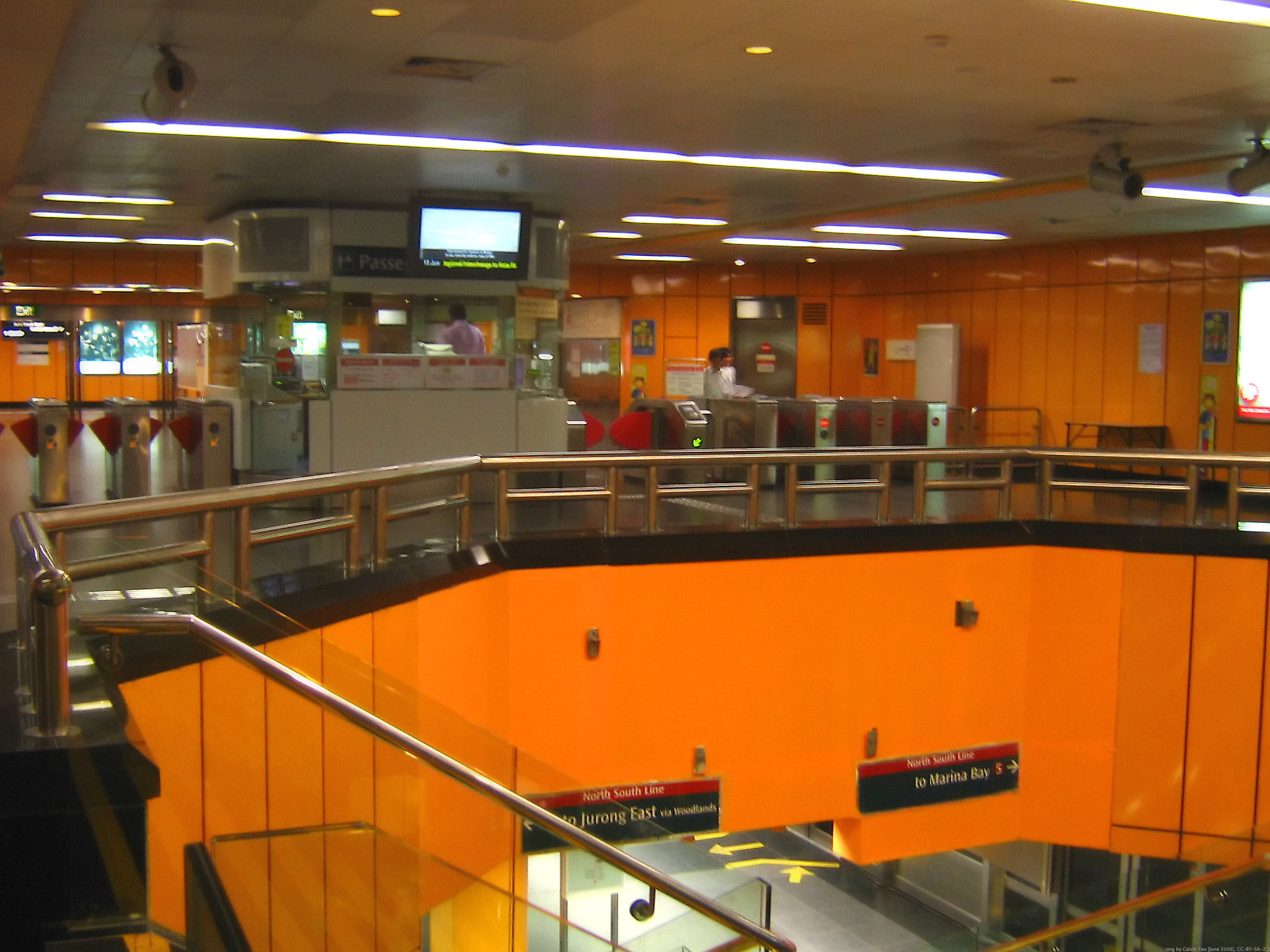
コンコース階

ニュートン駅（ニュートンえき、英語:Newton Station）は、シンガポールにある、MRT南北線の駅。スクリーンドアが採用されている。ホームは地上から12mの深さにあり、MRTの駅において一番浅い地下駅。改札外乗り換えをする必要がある。

## 駅構造
島式1面2線のホームを持つ駅。改札・コンコースは地下1階、ホームは地下2階にある。ホーム有効長は6両。
| A | ■南北線 | ジュロン・イースト方面 |
| B | ■南北線 | マリーナ・ベイ方面     |

## 駅周辺
- シェラトン・タワーズ・シンガポール
- ニュートンサーカス
- ニュートン・フード・センター
- ケアンヒール・コミュニティセンター
- 英華小学校（ジュニア&プライマリー）(Anglo-Chinese School 〜Junior & Primary〜)
- 英華中学校（バーカー・ロード）(Anglo-Chinese School 〜Barker Road〜)
- シンガポール国家環境庁本部

## 歴史
- 1987年12月12日に開業。当時は南北線のみの駅だった。
- 2015年12月27日ダウンタウン線開業。